# 에스에이관리
에스에이관리(주)(영어: SA Management Co., Ltd.)는 대한민국의 방송채널사용사업자로 CJ그룹의 계열사이다.
1993년 9월 ㈜뮤직네트워크로 설립되었으며 2002년 8월 씨제이미디어㈜로 상호 변경하였다.
온미디어에 이어 두 번째로 많은 채널을 서비스하고 있었으나, 2009년 12월 24일 모기업인 CJ오쇼핑이 온미디어를 인수함에 따라 2010년 미디어 업계 1위의 채널수를 보유하였다. 그러나 CJ그룹은 독점규제 및 공정거래에 관한 법률 제14조에서 규정하는 상호 출자 제한 기업 집단이기 때문에, CJ미디어는 지상파 방송사업 및 종합 편성 또는 보도에 관한 전문 편성을 행하는 방송 채널 사용 사업을 겸영하거나, 그 주식 또는 지분을 소유할 수 없다. (방송법 제8조 제3항) 2009년 11월 20일 tvN 채널 송출을 전문적으로 담당하던 자회사인 CJ tvN을 흡수 합병하였다.

## 전 방송 채널
- tvN (스카이라이프 45,254번)
- 중화TV (스카이라이프 333번)